# 也客扯连
也客·扯连（?—?），蒙古帝国建立前蒙古草原塔塔儿贵族，成吉思汗也速干、也遂皇后的父亲。
1202年，成吉思汗击败塔塔儿人。也客·扯连把女儿也速干献给成吉思汗。也客·扯连问成吉思汗的弟弟别勒古台，别勒古台说：“大家说，把你们凡比车轮高的人全部杀光！”也客·扯连把别勒古台说的这话，传给了他们塔塔儿人。塔塔儿人于是立起寨子反抗。蒙古军攻打立起寨子的塔塔儿人，伤亡很大。经过与守寨的塔塔儿人苦战，才攻入寨内，造成蒙古军很大伤亡。成吉思汗降旨道：“由于别勒古台泄露了我们亲族进行大议所议定的事，造成我军很大伤亡；今后举行大议时，不准别勒古台参加。会议时，别勒古台在外面整治，审判斗殴、盗窃、欺骗等案件。会议完毕，进酒之后，别勒古台和答里台两人才可以进来。”

## 资料来源
- 余大钧译注《蒙古秘史》